# Liste der französischen Botschafter in Jugoslawien

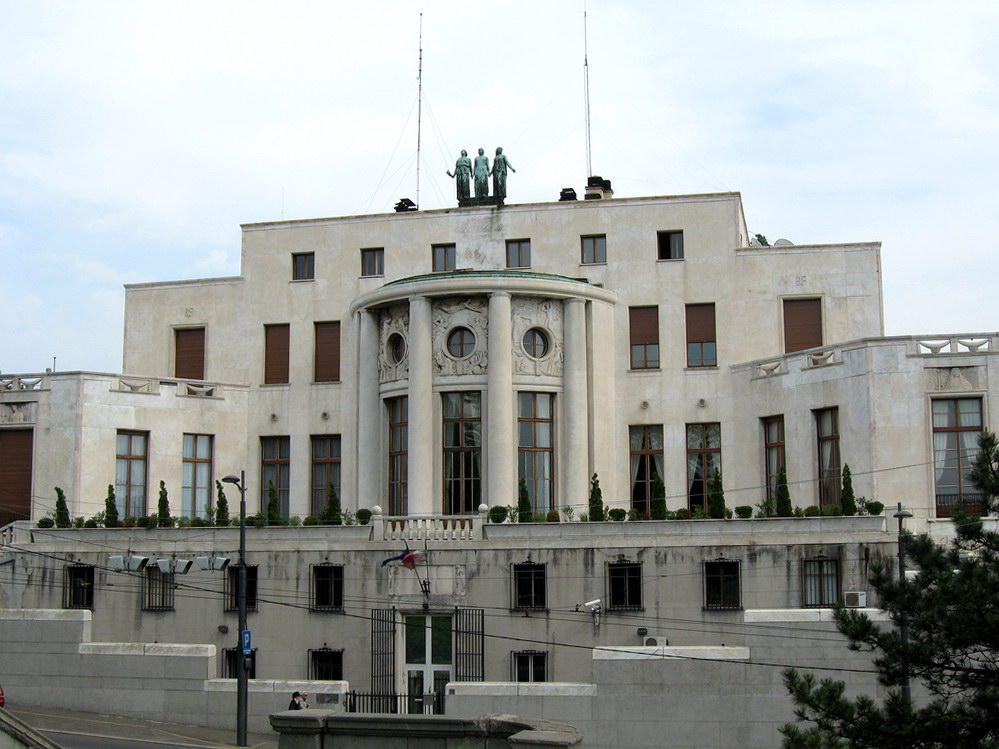
Französische Botschaft Belgrad

Liste der französischen Botschafter in Jugoslawien.

## Botschafter
| Ernennung Akkreditierung | Name             | Bemerkungen | ernannt von              | akkreditiert beim Staatsoberhaupt | Posten verlassen |
| ------------------------ | ---------------- | --- | ------------------------ | --------------------------------- | ---------------- |
| 11.1944                  | Henry Gauquié    | (* 1894) 1920 Eintritt in den auswärtigen Dienst, von 1946 bis 1950 Botschafter in Budapest                      | Charles de Gaulle        | Peter II. (Jugoslawien)           |                  |
| 18.08.1945               | Jean Payart      | 1946 Botschafter in Saigon, 1952 Hochkommissar in Österreich                                                     | Charles de Gaulle        | Ivan Ribar                        |                  |
| 23.09.1950               | Philippe Baudet  | | Vincent Auriol           | Ivan Ribar                        |                  |
| 04.01.1955               | François Coulet  | 1945 Leiter der Direction d’Europe, 1947 Diplomat in Helsinki, 1950 in Teheran, dann Kommandant im Algerienkrieg | René Coty                | Josip Broz Tito                   |                  |
| 25.11.1955               | Jean Baelen      | | René Coty                | Josip Broz Tito                   |                  |
| 03.11.1956               | Vincent Broustra | | René Coty                | Josip Broz Tito                   |                  |
| 31.07.1962               | Jean Binoche     | | Charles de Gaulle        | Josip Broz Tito                   |                  |
| 03.11.1965               | Pierre Francfort | 1948 Botschaftsrat in Moskau, von 1962 bis 1965 Botschafter in Budapest                                          | Charles de Gaulle        | Josip Broz Tito                   |                  |
| 16.03.1970               | Pierre Sebilleau | | Josip Broz Tito          |                                   |                  |
| 11.02.1977               | Jacques Martin   | | Valéry Giscard d’Estaing | Josip Broz Tito                   |                  |
| 04.01.1980               | Yves Pagniez     | von 1986 bis 1989 Botschafter in Moskau                                                                          | Valéry Giscard d’Estaing | Lazar Koliševski                  |                  |
| 04.08.1982               | Jean Dupuy       | | François Mitterrand      | Petar Stambolić                   |                  |
| 30.04.1985               | Dominique Charpy | von 1981 bis 1985 Botschafter in Athen                                                                           | François Mitterrand      | Radovan Vlajković                 |                  |
| 16.02.1989               | Michel Chatelais | | François Mitterrand      | Janez Drnovšek                    |                  |
| 04.1992                  | Alain Rouillard  | Geschäftsträger                                                                                                  | François Mitterrand      | Dobrica Ćosić                     |                  |
| 14.02.1995               | Gabriel Keller   | Geschäftsträger, Principal Deputy Head of the OSCE Kosovo Verification Mission                                   | Jacques Chirac           | Zoran Lilić                       |                  |
| 11.03.1996               | Gabriel Keller   | | Jacques Chirac           | Zoran Lilić                       |                  |
| 17.09.1996               | Nicolas Filliol  | | Jacques Chirac           | Zoran Lilić                       |                  |
| 21.11.2000               | Gabriel Keller   | | Jacques Chirac           | Vojislav Koštunica                |                  |